# 3D Hubs
3D Hubs là mạng lưới dịch vụ sản xuất lớn nhất thế giới. Nền tảng này cung cấp in 3D, gia công CNC, và ép khuôn và vận hành một mạng lưới 7.365 đối tác sản xuất.

## Công ty
Công ty được thành lập vào tháng 4 năm 2013 bởi Bram de Zwart và Brian Garret. Trụ sở chính đặt tại Amsterdam, công ty đã mở văn phòng thứ hai tại thành phố New York vào tháng 8 năm 2014.
3D Hubs là một công ty tư nhân được hỗ trợ bởi EQT Ventures, Balderton Capital và các nhà đầu tư Hà Lan DOEN và Zeeburg. Công ty đã huy động được 4,5 triệu đô la trong vòng tài trợ Series A vào tháng 9 năm 2014. Là một phần của thỏa thuận tài chính, Mark Evans, Tổng Giám đốc tại Balderton Capital, đã tham gia cùng với hai người sáng lập trong hội đồng quản trị của công ty. Vào tháng 7 năm 2016, công ty đã gây quỹ cho chương trình Series B do EQT Ventures lãnh đạo, như một phần của thỏa thuận tài chính, Ted Persson, Đối tác thiết kế tại EQT Ventures đã tham gia hội đồng quản trị.

## Báo cáo sản xuất kỹ thuật số
Công ty phát hành Báo cáo sản xuất kỹ thuật số hàng quý bao gồm các xu hướng gần đây trong ngành sản xuất. Báo cáo bao gồm xếp hạng chất lượng in, sự phổ biến mô hình máy in 3D, danh mục in, vật liệu in CNC und 3D được sử dụng nhiều nhất, lựa chọn màu sắc và nhân khẩu học. Báo cáo dựa trên dữ liệu từ 6.000 nhà cung cấp quốc tế đang hoạt động tạo ra hơn 200.000 chi tiết mỗi quý.